# زيت نعل القدم

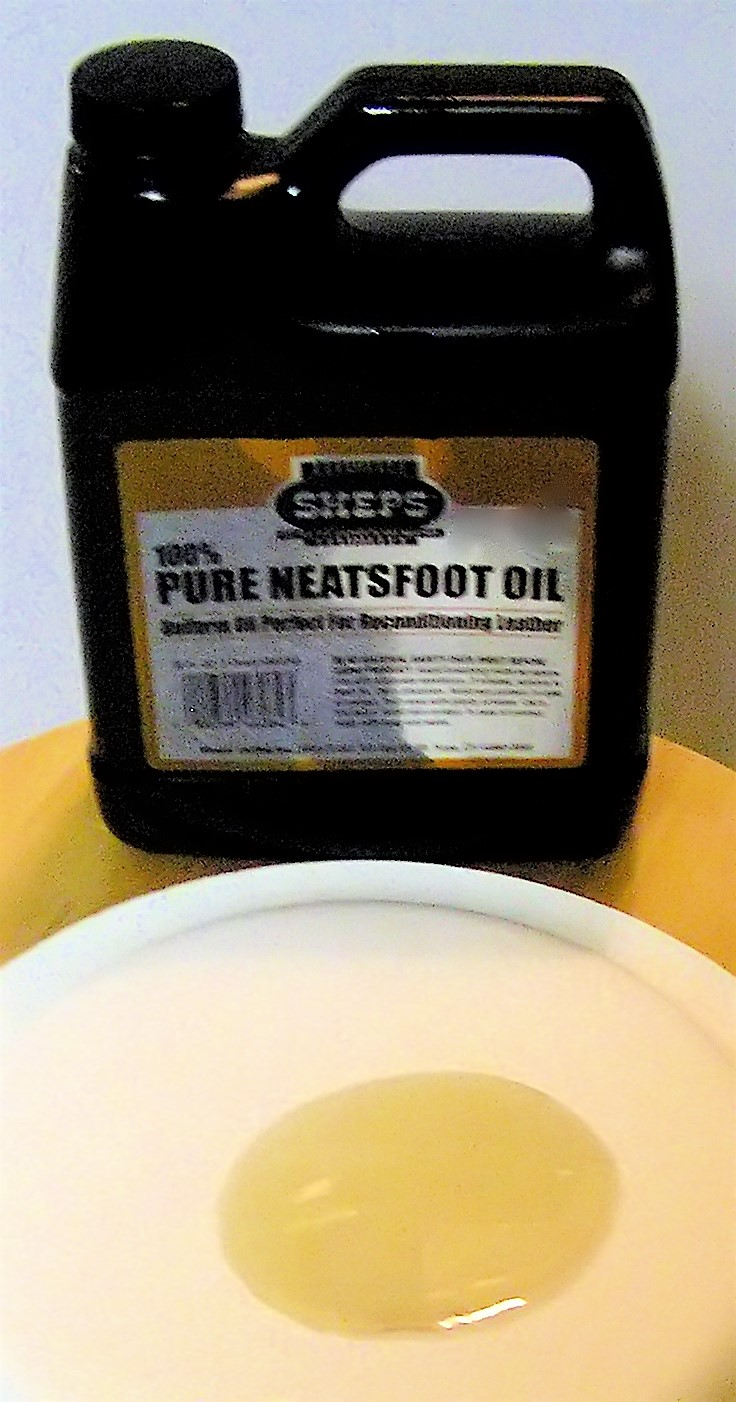

زيت نعل القدم هو زيت أصفر يتم إنتاجه وتنقيته من عظام الساق وأقدامها (ولكن ليس حوافر) الماشية. يستخدم زيت نعل القدم  كعامل ترطيب وتنعيم وحافظة للجلود. في القرن الثامن عشر، تم استخدامه أيضًا طبيًا كتطبيق موضعي لأمراض الجلد المتقشرة الجافة.
يُعد مصطلح «زيت نعل الأقدام الرئيسي» أو «مركب زيت النعل السفلي» عبارة تستخدم لمزيج من زيت الطعام النقي والزيوت غير الحيوية، بشكل عام الزيوت المعدنية أو الزيوت الأخرى القائمة على البترول.
عادة ما تحتوي الدهون من الحيوانات ذات الدم الدافئ على درجة انصهار عالية، وتصبح صلبة عند البرودة، ولكن يبقى زيت الأقدام السائلة في درجة حرارة الغرفة. ويرجع ذلك إلى أن الأرجل والقدمين النحيفة نسبيًا للحيوانات مثل الماشية يتم تكييفها لتحمل درجات حرارة أقل بكثير من درجة حرارة قلب الجسم وتحافظ عليها، وذلك باستخدام التبادل الحراري للتيار المعاكس في الساقين بين الشرايين الدافئة والدم الوريدي البارد. وستصبح دهون الجسم الأخرى قاسية عند درجات الحرارة هذه. هذه الخاصية من زيت نعل القدم تسمح لها بالامتصاص بسهولة في الجلد.
لا يزال زيت الجوز الحديث مصنوعًا من منتجات تعتمد على الماشية، ويتم انتقاده أحيانًا بسبب ميله إلى تسريع أكسدة الجلد. تعمل هذه التركيبة على جعل الجلد أغمق، مما يعني أن الاستخدام على الجلد الفاتح اللون من المرجح أن يغير لونه. إذا تمت إضافة الزيت المعدني أو أي مادة أخرى قائمة على البترول، فقد يُطلق على المنتج اسم «مركب زيت الأقدام». [3] كما ثبت أن بعض العلامات التجارية مغشوشة بزيت بذور اللفت وزيت الصويا وزيوت أخرى.  قد تؤدي إضافة الزيوت المعدنية إلى انحلال أسرع للخياطة غير الاصطناعية أو انهيار سريع للجلد نفسه.
الصناعة:
بعد ذبح الماشية، يتم غلي القدمين وعظام الساق السفلية، بما في ذلك الجلد وليس الحوافر. النفط الذي يتم إصداره منزوع الدسم، وتصفيته، والضغط عليه. الضغط الأول هو أعلى درجة; الضغط الثاني ينتج زيت أقل درجة وكعكة الصحافة الصلبة أو منتج ستيرن. [1]
الاستخدامات:
يتم استخدام زيت أنيق القدم على عدد من المنتجات الجلدية، على الرغم من أنه تم استبداله بالمنتجات الاصطناعية لبعض التطبيقات. يمكن تخفيف عناصر مثل قفازات البيسبول، السروج، تسخير الخيل وغيرها من تك الحصان ومكيفة مع زيت أنيق.
يمكن أن أكسدة زيت أنيق (مثل غيرها من الضمادات الجلدية) مع مرور الوقت والمساهمة في ترخّي. [7] كما أنه قد يترك بقايا زيتية يمكن أن تجذب الغبار. على أحدث الجلود، فإنه قد يسبب سواد (حتى بعد تطبيق واحد)، وبالتالي قد لا يكون من المرغوب فيه منتج لاستخدامها عندما يكون الحفاظ على الظل أخف هو المطلوب. زيت أنيق القدم لديه فائدة أكبر للاستخدام الروتيني على معدات العمل.
غالبًا ما يستخدم زيت أنيق القدم لفرش كتاب الزيت التي تم استخدامها في الطلاء القائم على الزيت، حيث أن هذا الزيت غير جاف ويمكن غسله بسهولة مع المذيبات في أي وقت. زيت فرش يقلل من تراكم الصباغ في الحدر، والجزء المعدني أن العديد من فرش لديها لعقد الشعر في مكان.
يتم استخدام زيت أنيق القدم من أعلى درجة كمواد تشحيم. [1] يتم استخدامه في صناعات الصناعات المعدنية كسائل قطع للألمنيوم. للتصنيع، والتنصت وحفر الألومنيوم، وهو متفوقة على الكيروسين ومختلف سوائل القطع القائمة على المياه. [الاستشهاد مطلوب] الدهون المتبقية من عملية الضغط الثانية، وستيرن الصلبة، ويستخدم في صناعة الصابون.[1]
المراجع:
"Neat's_foot oil." Encyclopædia Britannica, 2014
Neatsfoot Oil Ingredients | LIVESTRONG.COM
Canadian Conservation Institute, Note 8/2: Care of Alum, Vegetable and Mineral Tanned Leather